# طيران أوسترال
طيران أوسترال، (بالإنجليزية: Air Austral)‏. هي شركة طيران الفرنسية التي يقع مقرها في مطار رولان جاروس في سانت ماري، ريونيون (فرنسا).

## الخدمات
المقر الرئيسي للعمليات الجوية لشركة الطيران هي مطار رولان جاروس. وهي تدير خدمات مجدولة من ريونيون إلى فرنسا الكبرى، وجنوب أفريقيا، وتايلاند، والهند، وعدد من الوجهات في المحيط الهندي. لدى الشركة 900 موظف.

## معرض صور

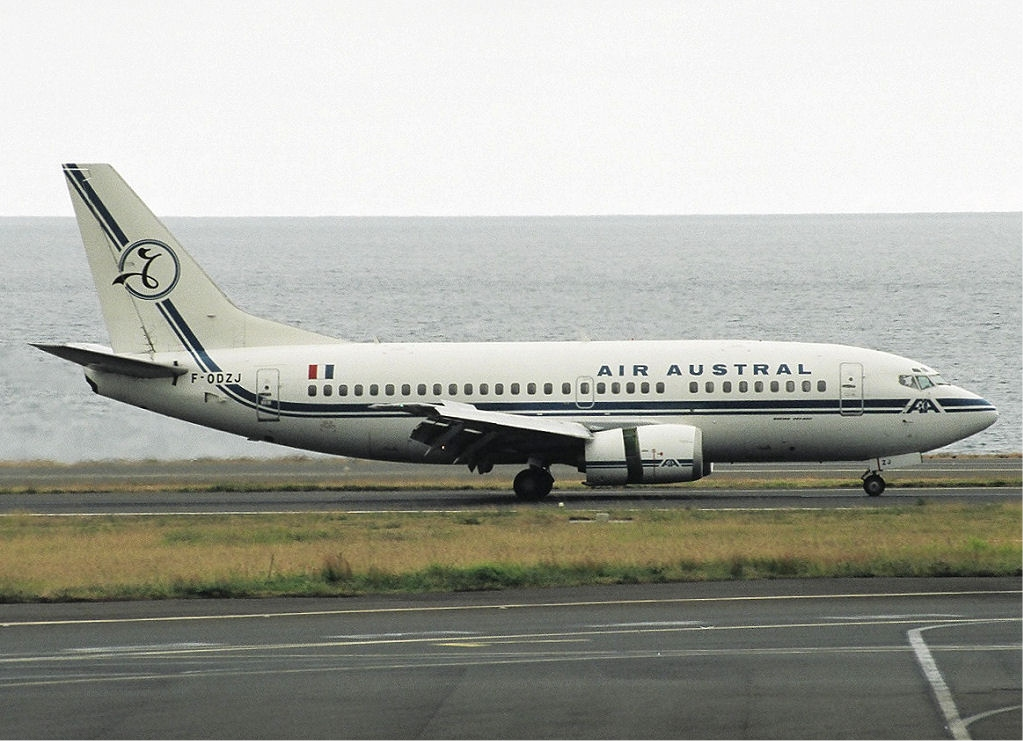
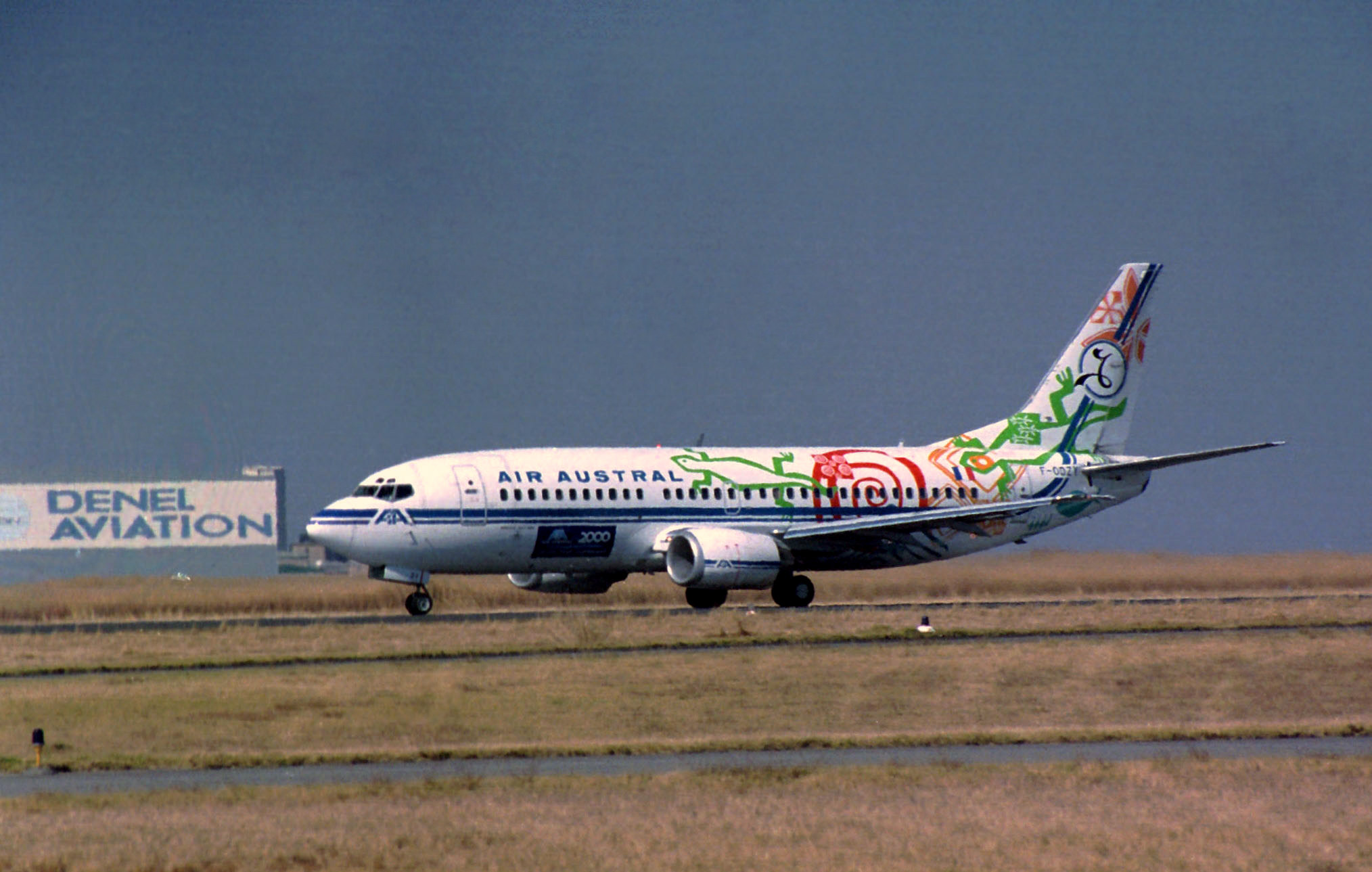
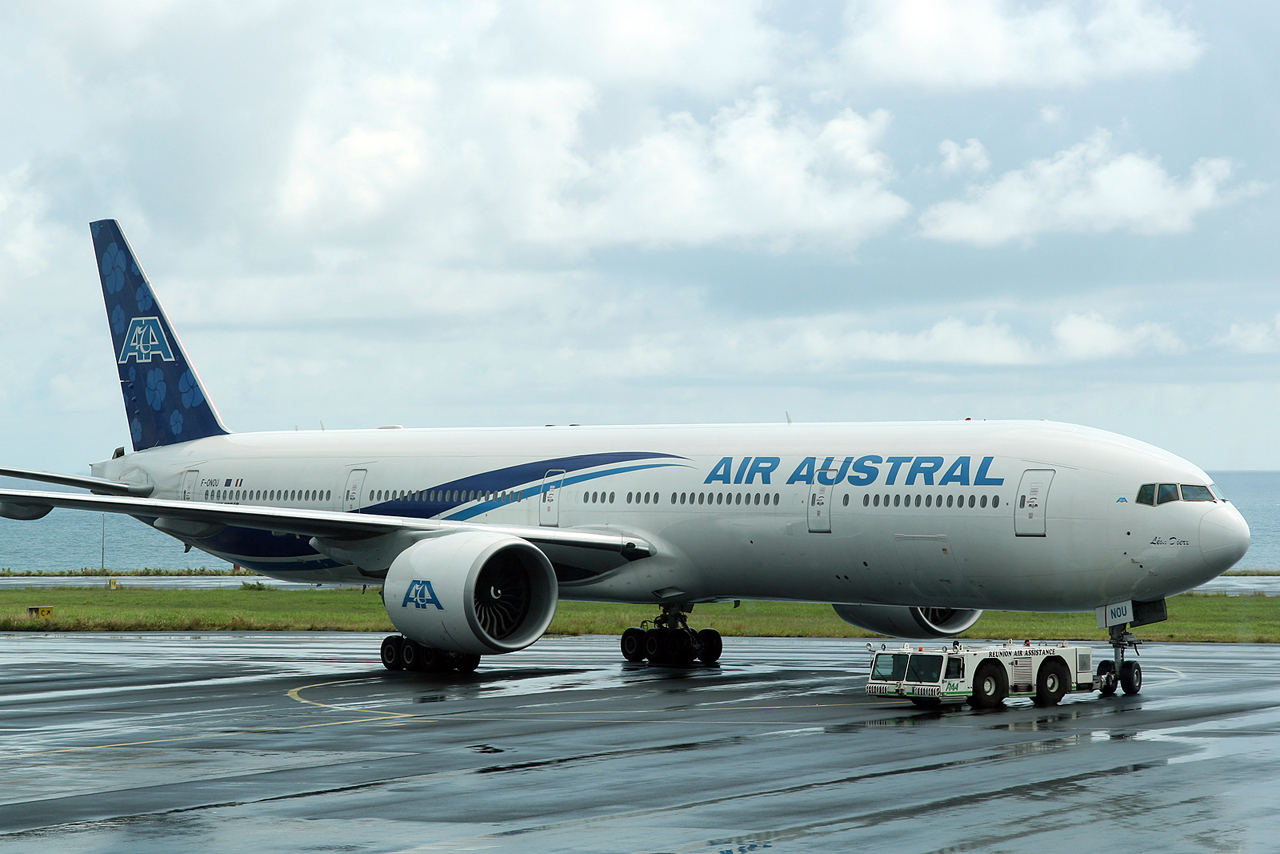